# George J. Lewis
Pour les articles homonymes, voir George Lewis (homonymie) et Lewis.
George J. Lewis est un acteur américain d'origine mexicaine, né le 10 décembre 1903 à Guadalajara (Mexique), mort le 8 décembre 1995 à Rancho Santa Fe (Californie). Il est notamment connu pour avoir tenu le rôle de Vic Gordon, un agent gouvernemental allié de The Black Whip dans la série Zorro le vengeur masqué en 12 épisodes de 1944, puis 13 ans plus tard celui de Don Alejandro de la Vega, le père de Don Diego de la Vega alias « Zorro », dans la série de Walt Disney Zorro (1957 à 1961).

## Filmographie

### Années 1920
- 1923 : La Danseuse espagnole (The Spanish Dancer) de Herbert Brenon
- 1924 : Marins (Code of the Sea) de Victor Fleming
- 1924 : Captain Blood : Henri d'Ogeron
- 1924 : Trois Femmes (Three Women) d'Ernst Lubitsch
- 1925 : The Lady Who Lied : Mahmud
- 1925 : Les Siens (His People) d'Edward Sloman : Sammy Cominsky
- 1926 : Devil's Island : Léon Valyon
- 1926 : The Old Soak : Clemmy Hawley
- 1926 : Benson at Calford : Ed Benson
- 1926 : The Collegians : Ed Benson
- 1926 : Fighting to Win : Ed Benson
- 1926 : Making Good : Ed Benson
- 1926 : The Last Lap : Ed Benson
- 1927 : Around the Bases : Ed Benson
- 1927 : The Fighting Spirit : Ed Benson
- 1927 : The Relay : Ed Benson
- 1927 : The Cinder Path : Ed Benson
- 1927 : Flashing Oars : Ed Benson
- 1927 : Breaking Records : Ed Benson
- 1927 : Crimson Colors : Ed Benson
- 1927 : The Winning Five : Ed Benson
- 1927 : The Dazzling Co-Ed : Ed Benson
- 1927 : A Fighting Finish : Ed Benson
- 1927 : Samson at Calford : Ed Benson
- 1927 : Splashing Through : Ed Benson
- 1927 : The Winning Punch : Ed Benson
- 1927 : Running Wild : Ed Benson
- 1928 : 13 Washington Square : Jack De Peyster
- 1928 : The Winning Goal : Ed Benson
- 1928 : The Fourflusher : Andy Wittaker
- 1928 : Sliding Home : Ed Benson
- 1928 : L'Âme d'une nation (We Americans), d'Edward Sloman : Phil Levine
- 1928 : Honeymoon Flats : Jim Clayton
- 1928 : The Junior Year : Ed Benson
- 1928 : Calford vs. Redskins : Ed Benson
- 1928 : Kicking Through : Ed Benson
- 1928 : Calford in the Movies : Ed Benson
- 1928 : Paddling Co-Eds : Ed Benson
- 1928 : Fighting for Victory : Ed Benson
- 1928 : Jazz Mad : Leopold Ostberg
- 1928 : Dear Old Calford : Ed Benson
- 1928 : Give and Take (en) : The son
- 1928 : Calford on Horseback : Ed Benson
- 1928 : The Bookworm Hero : Ed Benson
- 1929 : Speeding Youth : Ed Benson
- 1929 : The Winning Point : Ed Benson
- 1929 : Farewell : Ed Benson
- 1929 : King of the Campus : Ed Benson
- 1929 : The Rivals : Ed Benson
- 1929 : On Guard : Ed Benson
- 1929 : Junior Luck : Ed Benson
- 1929 : Cross Country Run : Ed Benson
- 1929 : Sporting Courage : Ed Benson
- 1929 : College Love : Robert Wilson
- 1929 : The Varsity Drag : Ed Benson
- 1929 : Flying High : Ed Benson
- 1929 : On the Sidelines : Ed Benson
- 1929 : Use Your Feet : Ed Benson
- 1929 : Splash Mates : Ed Benson
- 1929 : Graduation Daze : Ed Benson
- 1929 : Tonight at Twelve : Tony Keith

### Années 1930
- 1930 : El Último de los Vargas
- 1931 : La Gran jornada : Raul Coleman
- 1931 : Cuerpo y alma : Ted
- 1932 : Marido y mujer : Eddie Collins
- 1932 : South of the Rio Grande : Ramon Ruiz
- 1932 : Águilas frente al sol
- 1932 : A Parisian Romance (en) de Chester M. Franklin : Pierre
- 1932 : Heart Punch
- 1932 : Fille de feu (Call Her Savage) : Party guest
- 1933 : The Whispering Shadow : Bud Foster
- 1933 : Her Resale Value
- 1933 : The Wolf Dog : Bob Whitlock
- 1933 : No dejes la puerta abierta : Darmant
- 1934 : The Pecos Dandy
- 1934 : Lazy River (en) : Armand Lescalle
- 1934 : Allez Oop : The Great Apollo
- 1934 : Two Heads on a Pillow : Anthony Populopulini
- 1934 : The Merry Widow : Escort
- 1934 : Soft Drinks and Sweet Music
- 1935 : Bridal Bail
- 1935 : Storm Over the Andes de Christy Cabanne : Garcia
- 1935 : Red Morning : Mao
- 1935 : The Headline Woman (en) de William Nigh : O'Shay, Reporter
- 1935 : Les Nuits de la pampa (Under the Pampas Moon) : Aviator
- 1935 : Alas sobre El Chaco : El operador de la radio
- 1935 : L'Île des rayons de la mort (The Fighting Marines) de B. Reeves Eason et Joseph Kane : Sgt. William Schiller [Chs. 1-4]
- 1936 : Captain Calamity (en) : Black Pierre
- 1936 : El Capitan Tormenta : Pedro
- 1936 : Dummy Ache (en) : The Actor
- 1936 : Ride Ranger Ride (en) de Joseph Kane : Lt. Bob Cameron
- 1936 : El Carnaval del diablo
- 1939 : The Middleton Family at the New York World's Fair : Nicholas Makaroff
- 1939 : Back Door to Heaven : Bob Hale, as an adult
- 1939 : Di que me quieres : Carlos Madero
- 1939 : Man of Conquest : Man at Tennessee rally
- 1939 : Beware Spooks! : Danny Emmett

### Années 1940
- 1940 : Outside the Three-Mile Limit : Ed Morrow
- 1940 : Men Against the Sky (en) de Leslie Goodwins : Lt. Norval
- 1941 : They Met in Argentina : Reporter at the Racetrack
- 1941 : The Get-Away d'Edward Buzzell : Hoodlum in Montage
- 1941 : Kansas Cyclone de George Sherman
- 1941 : Ève a commencé (It Started with Eve) : Maitre d'
- 1941 : Death Valley Outlaws : Bank Teller
- 1941 : Outlaws of the Desert : Yussuf
- 1941 : No Hands on the Clock (en) : Dave Paulson, Piano Player
- 1941 : Riders of the Badlands : Henchman Kirk
- 1941 : Road Agent : Henchman Lace
- 1942 : Gang Busters : Joey Morrison, alias Mason
- 1942 : Spy Smasher : Stuart, Warehouse Spy [Ch. 8]
- 1942 : Olaf Laughs Last : Bill Dykes
- 1942 : Perils of Nyoka (en) : Batan, Arab henchman
- 1942 : A Yank in Libya (en) : Sheik Ibrahim
- 1942 : Sin Town (en) de Ray Enright : Oil Man
- 1942 : The Falcon's Brother : Valdez
- 1942 : Phantom Killer : Kramer
- 1942 : Outlaws of Pine Ridge : Henchman Ross
- 1942 : Casablanca : Haggling Arab monkey seller
- 1943 : G-Men vs. the Black Dragon (en) : Lugo
- 1943 : The Blocked Trail (en) d'Elmer Clifton : Freddy
- 1943 : Batman : Henchman Burke [Chs. 5-14]
- 1943 : Daredevils of the West (en) : Turner
- 1943 : Secret Service in Darkest Africa : Kaba [Ch.9]
- 1943 : Black Hills Express : Vic Fowler
- 1943 : Obsessions (Flesh and Fantasy) : Harlequin
- 1943 : The Masked Marvel : Philip Morton [Ch. 5]
- 1943 : The Texas Kid : Rocky, Stage Guard
- 1943 : Who's Hugh? : Hotel Sports Director Tony, as George Lewis
- 1943 : Le Mystère de Tarzan (Tarzan's Desert Mystery) : Ali Baba Hassan, Messenger
- 1944 : Doctor, Feel My Pulse : Irving M. Vague
- 1944 : Captain America : Bart Matson
- 1944 : L'Imposteur (The Impostor) : soldat
- 1944 : Charlie Chan in the Secret Service : Paul Arranto
- 1944 : The Laramie Trail : John Emerson, alias Blackie Mason
- 1944 : The Tiger Woman (en) : Morgan
- 1944 : Les Pillards de la ville fantôme (Raiders of Ghost City) : Fred (code expert)
- 1944 : The Desert Hawk (en) de William Reeves Easton : Captain of Emir's bodyguard
- 1944 : The Falcon in Mexico : Mexican Detective
- 1944 : Haunted Harbor (en) de Spencer Gordon Bennet et Wallace Grissell : Dranga
- 1944 : Oh, What a Night : Rocco
- 1944 : Shadow of Suspicion : Paul Randall
- 1944 : Black Arrow (en) : Snake-That-Walks
- 1944 : Open Season for Saps
- 1944 : Zorro's Black Whip : Vic Gordon
- 1944 : Brazil : Messenger
- 1944 : Caravane d'amour (Can't Help Singing) : Cavalry Officer
- 1945 : Federal Operator 99 (en) : Jim Belmont
- 1945 : The White Gorilla : Hutton
- 1945 : The Gay Senorita
- 1945 : Deanna mène l'enquête (Lady on a Train) : Reporter
- 1945 : South of the Rio Grande : Miguel Sanchez
- 1945 : Mexicana : Caballero
- 1945 : Wagon Wheels Westward : Lunsford
- 1945 : Song of Mexico : Arturo Martinez
- 1946 : Tarzan and the Leopard Woman : Corporal
- 1946 : Because of Him : Reporter
- 1946 : The Phantom Rider (en) : Blue Feather
- 1946 : Gilda : Huerta
- 1946 : Perilous Holiday : Florist
- 1946 : The Gay Cavalier : Wedding Guest
- 1946 : Rainbow Over Texas : Jim Pollard
- 1946 : Passkey to Danger : Julian Leighton
- 1946 : South of Monterey : Carlos Mandreno
- 1946 : The Missing Lady : Jan Field
- 1946 : Under Nevada Skies : Chief Flying Eagle
- 1946 : Rio, rythme d'amour (The Thrill of Brazil) : Bartender
- 1946 : La belle et le bandit (en)  (Beauty and the Bandit) de William Nigh : Capitan
- 1947 : Twilight on the Rio Grande (en) de Frank McDonald : Captain Gonzáles
- 1947 : Web of Danger : Masher at Restaurant
- 1947 : La Belle Esclave (Slave Girl) : Dialogue Captive Sailor (segment "He's in the same boat we are', etc.)
- 1947 : Blackmail : Blue Chip Winslow
- 1947 : Deux Nigauds et leur veuve (The Wistful Widow of Wagon Gap) : Cowpuncher
- 1947 : Pirates of Monterey : Pirate
- 1948 : To the Ends of the Earth : Ship's Cook Who Is Lying About Fire
- 1948 : Docks of New Orleans : Dansiger
- 1948 : Oklahoma Blues (en) : Slip Drago
- 1948 : Casbah : Detective
- 1948 : The Sheepish Wolf : Carlos
- 1948 : Lulu Belle : Capt. Ralph
- 1948 : Silver Trails (en) : Jose Esteban
- 1948 : Tap Roots : Confederate
- 1948 : Un caprice de Vénus (One Touch of Venus) : Detective #2
- 1948 : The Sheriff of Medicine Bow : Henchman Buckeye
- 1948 : The Gallant Blade : Servant
- 1948 : Adventures of Frank and Jesse James (en) : Rafe Henley
- 1948 : Renegades of Sonora : Eagle Claw
- 1948 : Charlie Chan à Mexico (en) (The Feathered Serpent) de William Beaudine : Capt. Juan Gonzalez
- 1949 : Crashing Thru (en) de Ray Taylor  : Henchman Jarvis
- 1949 : Jenny, femme marquée (Shockproof) de Douglas Sirk : Border Patrolman
- 1949 : The Big Sombrero (en) de Frank McDonald : Juan Vazcaro
- 1949 : Le Fantôme de Zorro (Ghost of Zorro) : Moccasin
- 1949 : The Lost Tribe : Steve 'Whip' Wilson
- 1949 : Malice in the Palace : Ginna Rumma
- 1949 : Prison Warden : Yardbird refusing quarry work
- 1949 : Bandits of El Dorado (it) de Ray Nazarro : colonel Jose Vargas
- 1949 : The Dalton Gang (en) Ford Beebe : chef Irahu

### Années 1950
- 1950 : Le Dénonciateur (Captain Carey, U.S.A.) : Giovanni
- 1950 : Buccaneer's Girl : Sailor
- 1950 : Hostile Country : Jim Knowlton, posing as Henry Oliver
- 1950 : L'Impasse maudite (One Way Street) : Capt. Rodriguez
- 1950 : Cody of the Pony Express : Mortimer Black
- 1950 : Radar Patrol vs. Spy King (en) : Lt. Manuel Agura
- 1950 : Marshal of Heldorado : Nate Tulliver
- 1950 : Crooked River : Gentry
- 1950 : Colorado Ranger : Henchman Tony
- 1950 : West of the Brazos : Manuel
- 1950 : Fast on the Draw : Henchman Pedro
- 1950 : Cas de conscience (Crisis) : Hotel Desk Clerk
- 1950 : Southside 1-1000 : Gornoy
- 1950 : Marqué au fer (Branded) : Andy
- 1950 : King of the Bullwhip : Rio, lead henchman
- 1950 : Short Grass : Diego
- 1951 : Al Jennings of Oklahoma (it) de Ray Nazarro : Sammy Page
- 1951 : Deux Nigauds contre l'homme invisible (Abbott and Costello Meet the Invisible Man) : Torpedo Al
- 1951 : Saddle Legion : Mexican police captain
- 1951 : Échec au hold-up (Appointment with Danger) : Leo Cronin
- 1951 : She Took a Powder
- 1951 : South of Caliente : Gypsy Henchman
- 1951 : The Kid from Amarillo (it) de Ray Nazarro : Don José Figaroa
- 1951 : Montagne rouge (Red Mountain) : Quantrell Man
- 1952 : The Living Bible (feuilleton TV)
- 1952 : Viva Zapata ! d'Elia Kazan : Rurale
- 1952 : Listen, Judge : Political Supporter
- 1952 : Hold That Line : Mike Donelli
- 1952 : Wagon Team : Carlos de la Torre
- 1952 : Le Prisonnier de Zenda (The Prisoner of Zenda) : Uhlan guard at hunting lodge
- 1952 : La Maîtresse de fer (The Iron Mistress) : Col. Wells
- 1952 : The Raiders : Vicente
- 1952 : Tonnerre sur le temple (Thunder in the East) : Bartender
- 1952 : Les Ensorcelés (The Bad and the Beautiful) : Far Away Mountain’ Test Actor 2
- 1953 : The Bandits of Corsica : Arturo
- 1953 : La Légion du Sahara (Desert Legion) : Lt. Lopez
- 1953 : L'Homme des vallées perdues (Shane) : Ryker man
- 1953 : Cow Country : Sanchez
- 1953 : La Nuit sauvage (Devil's Canyon) : Colonel Jorge Gomez, Convict
- 1953 : Le Prince de Bagdad (The Veils of Bagdad) : Captain
- 1954 : Les Rebelles (Border River) : lieutenant Sanchez
- 1954 : Le Fantôme de la rue Morgue (Phantom of the Rue Morgue) : Duval (gendarme escorting Camille)
- 1954 : La Brigade héroïque (Saskatchewan) : Lawson
- 1954 : L'Aigle solitaire (Drum Beat) : Capt. Alonzo Clark
- 1955 : Colère noire (Hell on Frisco Bay) : père Larocca
- 1955 : The Prodigal : garde
- 1956 : Attaque à l'aube (en) (The First Texan) : Mexican Military Doctor
- 1956 : Santiago : Pablo
- 1956 : Davy Crockett et les Pirates de la rivière (Davy Crockett and the River Pirates) : Black Eagle
- 1956 : Un cri dans la nuit (A Cry in the Night) de Frank Tuttle : George Gerrity (a cop)
- 1957 : Les Loups dans la vallée (The Big Land) : Dawson
- 1957 : Un seul amour (Jeanne Eagels) : Foreman
- 1957 : The Brothers Rico : Hotel Desk Clerk
- 1957 : Violence dans la vallée  (The Tall Stranger) de Thomas Carr  : Chavez
- 1958 : Signé Zorro (The Sign of Zorro) : Don Alejandro de la Vega
- 1959 : Sappy Bullfighters : Jose
- 1959 : Zorro, the Avenger (it) : Don Alejandro

### Années 1960
- 1960 : Tonnerre sur Timberland (Guns of the Timberland) de Robert D. Webb : Jud
- 1961 : Les Comancheros (The Comancheros) : Chief Iron Shirt
- 1962 : Un direct au cœur (Kid Galahad) de Phil Karlson : Romero's trainer
- 1964 : Le Cirque du docteur Lao (7 Faces of Dr Lao) : Mr. Frisco
- 1965 : Indian Paint (en) de Norman Foster : Nopawallo
- 1966 : Batman : délégué espagnol